# Джулія Джонс (акторка)
Джулія Джонс (англ. Julia Jones; нар. 23 січня 1981, Бостон, Массачусетс, США) — американська акторка, модель. Народилася в місті Бостоні, штат Массачусетс, США. Знялася у фільмах та телесеріалах.

## Життєпис
Джулія Джонс народилася 23 січня 1981 року в Бостоні, в родині Френка Джонса і Пенні Веллс, є молодший брат Коді. Мати акторки має англійське походження, батько — африканське та індіанське коріння (чикасо і чокто). Зростала в Джамайка-Плейн поряд із Бостоном, до 1999 року навчалася в Бостонській латинській школі — найстарішій державній школі США, після чого вступила до Колумбійського університету, який закінчила 2005 року зі ступенем бакалавра англійської мови. З чотирьох років дівчинка займалася балетом у Бостонській балетній школі. Перший раз спробувала себе в ролі акторки у вісім років — вона знялася в рекламі, а пізніше стала грати на сцені театру. Професія акторки так сподобалася Джулії, що вона стала зніматися в кіно. Перебувала у стосунках з акторами Полом Йоханссоном (2009) та Джошем Реднором (2012).

## Фільмографія
Вперше вона зіграла в серіалі «Швидка допомога». Дебютом для дівчини стала у 2003 році роль у фільмі «The Look». Також Джулія брала участь в серіалі «Зроблено в Голлівуді», де зіграла саму себе. У 2004 році нагороджена премією FAITA за найкращу жіночу роль у фільмі "Чорна хмара". Популярність дівчина здобула після ролі Леа Клірвотер ("Чиста вода") у фільмі «Сутінки. Сага: Затемнення».

## Фільми
| Рік виходу | Фільми                              | Роль            |
| ---------- | ----------------------------------- | --------------- |
| 2003       | The Look                            | Джигі           |
| 2004       | Чорна хмара                         | Саммі           |
| 2007       | The Reckoning                       | Джина           |
| 2008       | Пекельна поїздка                    | Черокі Кісум    |
| 2008       | Три священники                      | Еббі            |
| 2010       | Джона Гекс                          | Кейсі           |
| 2010       | Сутінки. Сага: Затемнення           | Леа Клірвотер   |
| 2011       | Сутінки Сага: Світанок — Частина 1  | Леа Клірвотер   |
| 2011       | Каліфорнійський індіанець           | Ейпріл Кордова  |
| 2012       | Утрачені зв'язки                    | Тесс Райт       |
| 2012       | Сутінки Сага: Світанок — Частина 2  | Леа Клірвотер   |
| 2013       | Кривава зима                        | Агнес           |
| 2013       | Будинок подяки (телефільм)          | Вікторія        |
| 2015       | Безглузда шістка                    | Димчаста Лисиця |
| 2016       | Дао серфінгу                        | Ембер           |
| 2017       | Вітряна ріка                        | Вільма          |
| 2017       | Закохана старшокласниця (телефільм) | Саманта Вінтерс |
| 2018       | Острів Ангеліки                     | Ангеліка        |
| 2019       | Холодна помста                      | Ая              |
| 2020       | Конюшина                            | Вірджинія       |
| 2020       | Думай як пес                        | агент Муньос    |

## Серіали
- 2021—2022 — Привид і Моллі Макгі (анімація) \ Міс Лайтфут (4 епізоди)
- 2021—2022 — Разерфорд-Фоллз \ Саллі (періодична роль, 9 епізодів)
- 2021—2022 — Декстер: Нова кров \ шефиня поліції Анджела Бішоп (основна роль)
- 2019 — Мандалорець \ Омера[2] (запрошена зірка, 1 епізод)
- 2019 — Ґоліят \ Стефані Литлкроу (основний склад, 6 епізодів)
- 2018 — Край «Дикий Захід» \ Коана (2 епізоди)
- 2015 — Лонгмаєр \ Габріела Ленгтон (4 епізоди)
- 2010—2015 — Зроблено в Голлівуді (3 епізоди)
- 2012 — На видноті \ Гізер Пірс (1 епізод)
- 2008 — Швидка допомога \ лікарка Кая Монтоя (4 епізоди)